# Shrooms
Shrooms en Norteamérica, Fungus Mortalitas en Irlanda o Cabeza de muerte en Argentina es una película de terror irlandesa de 2007, dirigida por Paddy Breathnach y protagonizada por Lindsey Haun, Jack Huston, Maya Hazen y Robert Hoffman.

## Trama
Es un misterioso slasher que narra la historia de un grupo de jóvenes americanos que viajan a Irlanda para ir de camping a un pequeño bosque de la zona con Jake (Jack Huston), un viejo amigo de la universidad. La idea es ir en busca de setas alucinógenas. Parecía un buen plan, pero ahora que están colocados la cosa ha perdido su gracia. Uno de los chicos ha desaparecido. Tara (Lindsey Haun) afirma haber tenido una visión sobre su muerte, pero nadie le cree porque piensan que es efecto de las setas. Hay algo ahí fuera, algo que los vigila, algo que los matará si no consiguen salir del bosque y encontrar ayuda. Tara sueña con todas las muertes antes de que ocurran y uno a uno sus compañeros van muriendo... Ella intentará detener esas muertes.

## Elenco
- Lindsey Haun como Tara.
- Max Kasch como Troy.
- Jack Huston como Jake.
- Robert Hoffman como Bluto.
- Maya Hazen como Lisa.
- Alice Greczyn como Holly.
- Don Wycherley como Ernie.
- Sean McGinley como Bernie.
- David McGinley como Dale.

## Curiosidades
- Lindsay Haunt, que interpreta el papel principal, es también recordada por su escalofriante interpretación de Mara, la niña líder del film de terror clásico y remake de 1995,   El pueblo de los malditos.

- La historia trata en parte de que las setas alucinógenas tienen el poder de hacer percibir cosas diferentes y hacer dar cuenta de ciertos dones como los de la premonición. Lo cual en parte es cierto ya que este es uno de los efectos que causa la ingestión de este tipo de setas. La gente lo define como un constante Deja vu, como si lo que está pasando ya se habría vivido o se cree saber como van a terminar las cosas.[2]

- Los temas musicales que aparecen en este film pertenecen a la banda The Rig Brothers e incluyen Jackknife, New Year, Tiger ,Close my eyes , Curveball y Speak to Breathe.[3]

- Fue filmada en las localidades de Monaghan , Irlanda .

## Recepción y crítica
La película recibió, luego de su estreno. duras críticas negativas. José Manuel Cuéllar del Diario ABC, la calificó como  

"Previsible simpleza (...) un galimatías en el fondo y una 'boutade' en la forma. (...) Puntuación: sobre 5"